# 297. pr. Kr.
◄ | 4. stoljeće pr. Kr. | 3. stoljeće pr. Kr. | 2. stoljeće pr. Kr. | ►
◄ | 320-ih pr. Kr. | 310-ih pr. Kr. | 300-ih pr. Kr. | 290-ih pr. Kr. | 280-ih pr. Kr. | 270-ih pr. Kr. | 260-ih pr. Kr. | ►
◄◄ | ◄ | 300. pr. Kr. | 299. pr. Kr. | 298. pr. Kr. | 297 pr. Kr. | 296. pr. Kr. | 295. pr. Kr. | 294. pr. Kr. | ► | ►►
Astronomija

## Događaji
- Pir epirski se vraća iz Egipta gdje je bio talac. Ponovo preuzima vladavinu, a Ptolomej I. mu daje za ženu egipatsku princezu Berenike.
- Nakon (travanj/svibanj) smrti makedonskog kralja Kasandra, tamo dolazi do dugotrajnih borbi oko njegovog nasljeđa. Prvo vlada njegov sin Filip koji umire već nakon 4 mjeseca. Tada prijestolje zajednički nasljeđuju njegova braća Aleksandar V. i Antipater II.
- U Trećem samnitskom ratu Rimljani izvojevali dvije važne pobjede protiv Samnićana. Nakon sistematskog pustošenja Rimljana, Samnićani pokušavaju premjestiti težište rata na sjever, gdje se ujedinjuju s Etruščanima.

## Smrti
- Travanj/svibanj – Kasandar, dijadoški kralj Makedonije (* oko 350. pr. Kr.)